# Marsais
Marsais is een gemeente in het Franse departement Charente-Maritime (regio Nouvelle-Aquitaine). De plaats maakt deel uit van het arrondissement Rochefort. Marsais telde op 1 januari 2022 956 inwoners.

## Geografie
De oppervlakte van Marsais bedroeg op 1 januari 2022 23,98 vierkante kilometer; de bevolkingsdichtheid was toen 39,9 inwoners per km².
De onderstaande kaart toont de ligging van Marsais met de belangrijkste infrastructuur en aangrenzende gemeenten.

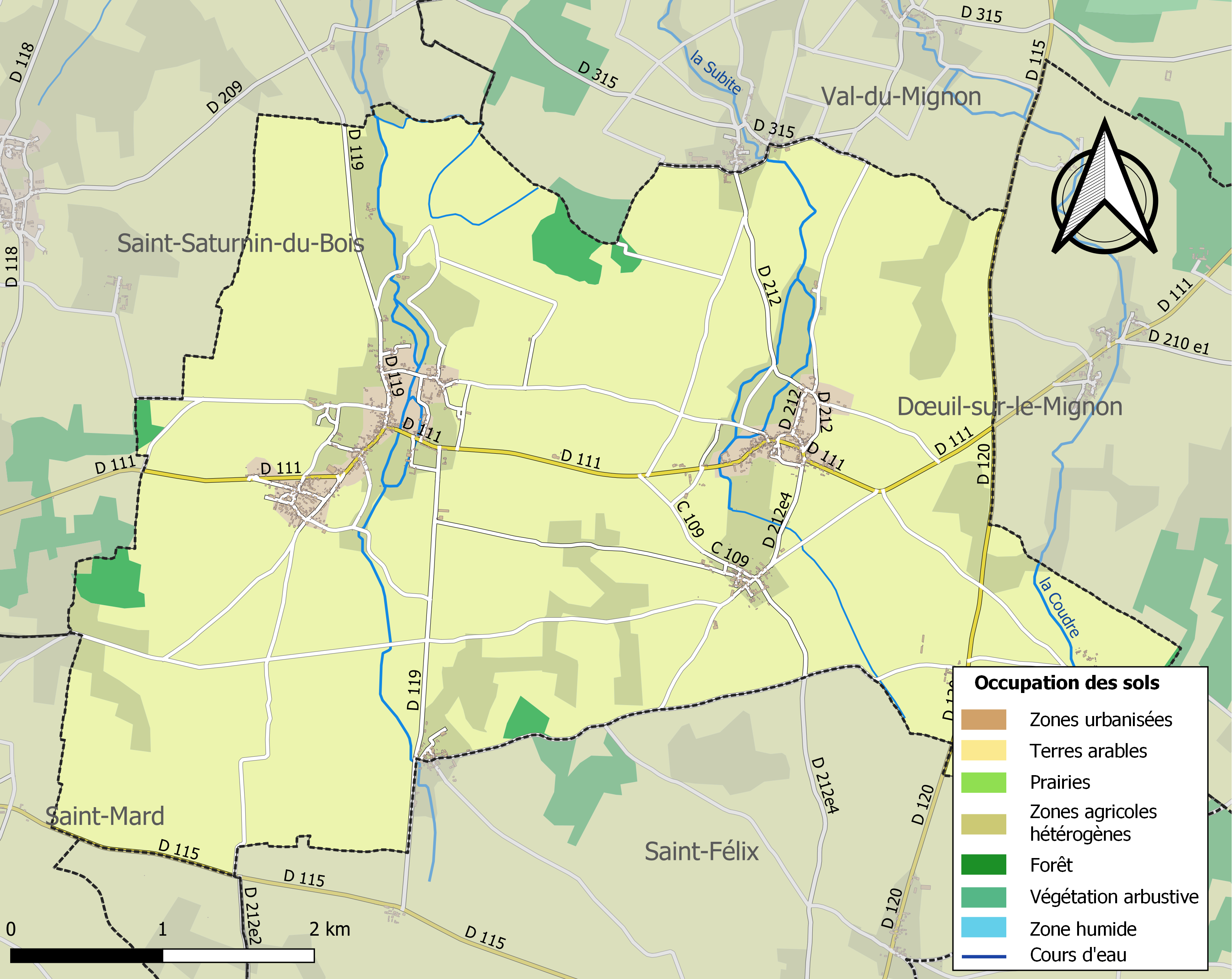

## Demografie
Onderstaande figuur toont het verloop van het inwonertal (bron: INSEE-tellingen).